# Ikarus 451
Ikarus 451 bylo jugoslávské experimentální lehké, dvoumotorové, dolnokřídlé letadlo kovové konstrukce s uzavřenou kabinou, ve které byl pilot v poloze na břiše. Letoun navrhl konstruktér, mjr. Dragoljub Bešlin (Konstruktorska grupa br. 9 GDVI) na základě svých předchozích projektů, předválečného Ikarus B-5 a poválečného Ikarusu 232 „Pionir“. Letoun Ikarus 451 byl vyroben státním podnikem Ikarus v Zemunu (nyní součást Bělehradu) a sloužil v jugoslávském letectvu od roku 1952 do roku 1957.

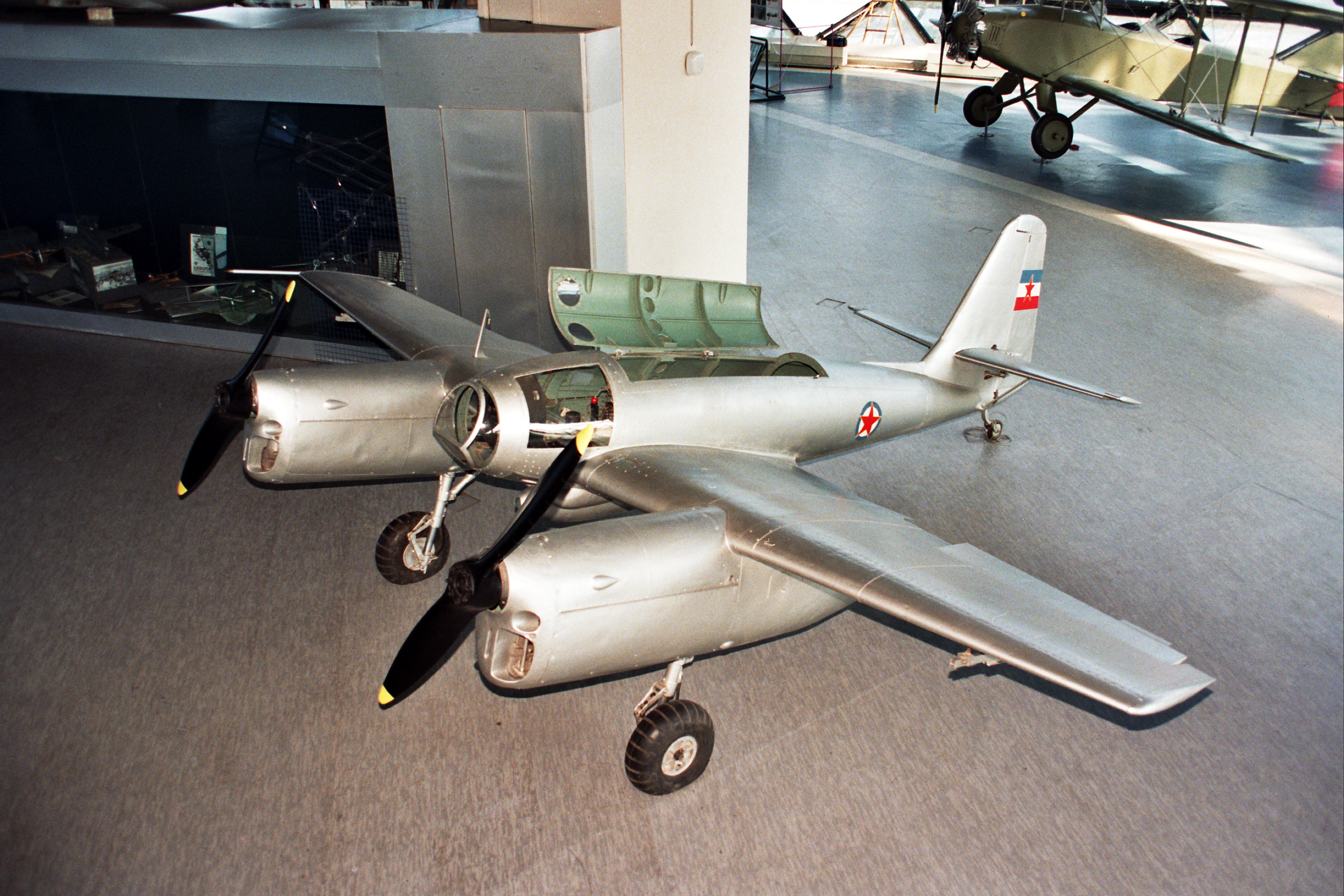
Ikarus 451

## Vznik a vývoj
Společnost Ikarus - prva srpska industrija aeroplana, automobila i strojeva Kovačević i drugovi (první srbský letecký, automobilový a strojírenský průmysl Kovacevic a kol.) byla založena v roce 1923. V roce 1946 byla znárodněna jako kolaborantská (představitelé Konjović, Lukač a Ćurčin), sloučena s dalšími leteckými výrobci Rogožarski a Zmaj. Tak vznikl v roce 1946 v Jugoslávii nová Státní letecká továrna, státní podnik Ikarus.
Na rozdíl od svých předchůdců (Ikarus B-5 a Ikarus 232 „Pionir“) dostal Ikarus 451 zcela kovovou konstrukci s výkonnějšími motory, aby letadlo nebylo omezujícím faktorem zkoušek jako předchozí, dřevěné konstrukce. Cílem nového letadla bylo pokračovat ve zkoumání dopadu negativních G (přetížení) na pilota během ostrých manévrů. První ze dvou plánovaných prototypů byl dokončen v červenci 1951, první lety absolvoval 22. září 1951 (pilot poručík Radivoje Glavicic) a druhý prototyp poprvé vzlétl 26. února 1952 (pilot kapitán Tugomir Prebeg).
Letoun byl díky svému malému průřezu trupu velmi rychlý, navzdory relativně skromnému hnacímu ústrojí, a pilot v něm zprvu snadno vydržel přetížení až 9 jednotek g, i když nebyl vybaven kombinézou proti přetížení (anti-g). Při poloze pilota na břiše při dalších zkouškách působily na krční obratle pilota velká napětí, způsobovaly dýchací potíže a omezovaly pohled pilota dozadu. Tato negativa byla rozhodující pro opuštění dalšího vývoje této konfigurace a typ 451 nebyl sériově vyráběn.
Na tento typ navázal D. Bešlin dalšími 6 prototypy experimentálních letounů: 451M (1952), 452M (1953), S-451M Zolja (1954), J-451MM - Stršljen I (1956), S-451MM - Matica (1957) a T-451MM - Stršljen II (1958). Všechny byly vyrobeny v jednou provedení s výjimkou verze J-451 MM - Stršljen I, která byla vyrobena ve dvou exemplářích.

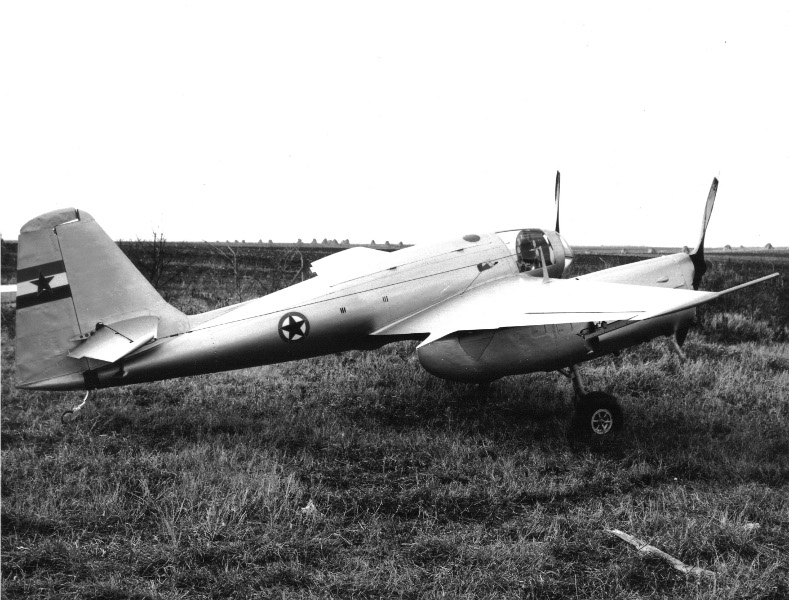
Ikarus 451 před zařazením do sbírek leteckého muzea v Bělehradě

## Popis letounu
Letoun Ikarus 451 byl futuristicky vyhlížející dvoumotorový jednomístný dolnoplošník celokovové konstrukce a zatahovacím podvozkem, určený ke zkoumání vlivu g-zatížení na pilota při letu v poloze na břiše. Pilot v kokpitu položil bradu na speciální podložku a pravou rukou držel knipl.
Oválný trup ve tvaru doutníku byl zkonstruován jako poloskořepinová konstrukce z rámu s výztuhami a byl potažen plechy z lehkých slitin. V horní části trupu byl odklopitelný kryt, který umožňoval pilotovi vstoupit do kokpitu. Celá přední část kabiny byla dělenou kopulí z plexiskla, která poskytovala ležícímu pilotovi dobrý výhled nahoru a dolů, zatímco boční zorné pole bylo silně omezeno dvěma vyčnívajícími motory.
Letadlo bylo vybaveno dvěma vzduchem chlazenými šestiválcovými invertními motory Walter Minor 6-III. Motor používal 78oktanový benzín a mazivo MK. K motorům byly připevněny dvoulisté dřevěné vrtule s ručním nastavováním De Havilland PD72 (2WT/1) o průměru 1,957 m.
Konzolová, samonosná křídla měla kovovou konstrukci se dvěma postranními částmi lichoběžníkového tvaru s odříznutými konci. Potah byl z hliníkového plechu. Osa křídla byla v podstatě kolmá na osu letounu. Pohyblivé části křídel (křidélka) byly vyrobeny z kovu a potaženy hliníkovým plechem. Na křídlech byly zavěšeny motorové gondoly. Držáky motoru byly vyrobeny ze svařovaných ocelových trubek. Kapota motoru a držáky byly pokryty hliníkovým plechem, v přední části kapoty motoru byl nasávací otvor chladicího vzduchu pro chlazení motoru a ohřátý vzduch z motorového prostoru vycházel skrz žebra umístěná po stranách kapoty. Výfukové potrubí z motoru bylo vyvedeno skrz kapotu motoru na spodní části pod motorem letadla tak, aby výfuk a hluk nerušily pilota v kabině.
Konstrukce horizontálních ocasních křídel a vertikálního stabilizátoru, jakož i kormidla a výškovek byla vyrobena z kovu a potažená plechem z hliníkové slitiny. Horizontální stabilizátory byly pevně připevněny k trupu letadla.
Podvozek tohoto letadla měl zatahovací přední kola, na kterých byly nízkotlaké pneumatiky. Podvozkové nohy byly zatahovány do gondol motorů namontovaných pod křídly. Pérování kol pomocí olejových tlumičů, které byly umístěny v podvozkových nohách. Vzadu na ocasu letadla bylo otočné ocasní kolečko.

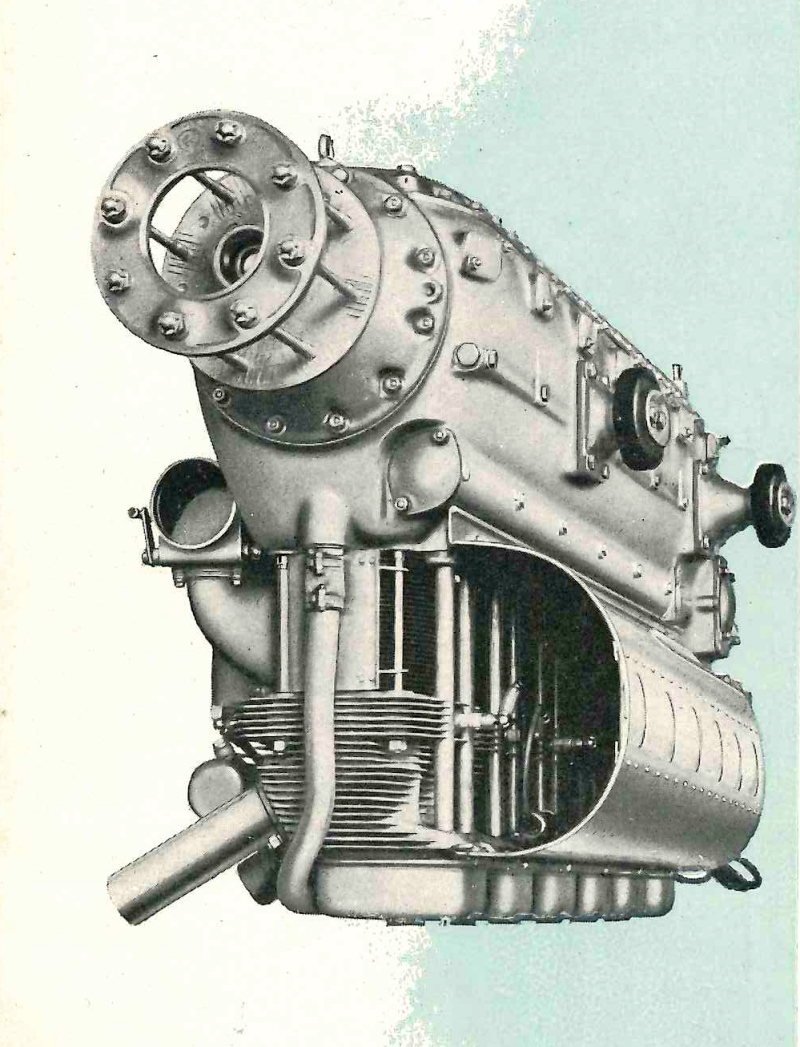
Walter Minor 6-III (1946)

## Použití
Dva prototypy (451/I a 451/II) byly vyrobeny v továrně letadel Ikarus a byly v užívání jugoslávského letectva až do roku 1957. Letoun 451 byl testovány v letech 1951-1953. Celkem bylo provedeno 16 zkušebních letů, při nichž bylo naměřeno 8,5 až 9 g. V roce 1952 odlétala tato letadla 18 hodin a v roce 1953 11 hodin, tj. celkem 29 hodin.
Anti-G kombinéza pro pilota nebyla v tom čase ještě k dispozici. Měla být dovezena ze Sovětského svazu, ale toto se nikdy nestalo. Na rozdíl od prvního 25-minutového letu, který proběhl bez potíží, byly při dalších letech zaznamenány obrovské problémy související se stavem pilota. Dýchání bylo v poloze na břiše velmi obtížné, zejména během stoupání a prudkém klesání, což vedlo vzhledem velkému tlaku na hrudník k nemožnosti dýchání s nebezpečím ztráty vědomí. Bylo také obtížné udržet stroj v přímém směru, protože paže pilota se velmi rychle unavily a měl také problémy s oběhem krve v nohou. Při velkém přetížení pouze stisk nohou a žaludku pilota byla cesta, jak zabránit ztrátě vědomí.
Letové vlastnosti těchto prototypů byly testovány po dobu dvou let. Potom byly letouny předány do výcvikového střediska pro letecké techniky a inženýry v Rajlovaci k výukovým účelům. Oba prototypy byly staženy z provozu v roce 1957. V roce 1957 byl 2. prototyp 451/II zařazen do sbírek leteckého muzea v Bělehradu.

## Dochované exempláře
Dochovaný exemplář letadla Ikarus 451, který je vystaven v Leteckém muzeu na letišti Nikoly Tesly v Bělehradě, byl druhým prototypem s označením 451/II. V roce 1957 byl 2. prototyp 451/II zařazen do sbírek muzea.

## Uživatelé
- Jugoslávie
  - Jugoslávské letectvo

## Specifikace
Data podle

### Technické údaje
- Posádka: 1
- Rozpětí: 6,70 m
- Délka: 4,66 m
- Výška: 2,32 m
- Nosná plocha: 8,06 m2
- Plošné zatížení: 137,3 kg/m2
- Hmotnost prázdného letounu: 985 kg
- Vzletová hmotnost: 1 107 kg
- Pohonná jednotka: 2× pístový, vzduchem chlazený, řadový invertní šestiválcový motor Walter Minor 6-III
  - nominální, jmenovitý výkon: 160 k (118 kW) při 2500 ot/min
  - cestovní výkon: 120 k (88 kW) při 2300 ot/min
- Vrtule: dvoulistá dřevěná DH typ PD72 (2WT/1), průměr 1,957 m;

### Výkony
- Maximální rychlost: 335 km/h
- Cestovní rychlost: 275 km/h
- Minimální rychlost: km/h
- Dostup: 4 750 m
- Stoupavost: 153 m/min, do 1000 m 2:11 min., do 4 000 m 16:58 min.
- Dolet: 258 km

### Výzbroj
- 1× pevným příďovým kulometem MG 131 ráže 13,1 mm
- 6× neřízené rakety (7,8 kg) typu vzduch-země na pomocných nosičích